# 共和北インターチェンジ
共和北インターチェンジ（きょうわきたインターチェンジ）は、北海道岩内郡共和町国富に建設予定の国道5号倶知安余市道路のインターチェンジである。
「共和北インターチェンジ」という名称は仮称である。

## 歴史
- 2014年度（平成26年）度 : 共和 - 余市間（約28 km）が新規事業化[1]。しかし、この時点では、当インターチェンジは設置される予定ではなかった。
- 2023年（令和5年）3月31日、国土交通省のプレスリリースで共和北インターチェンジを追加設置する発表がされた。[2]

## 接続する道路
- 国道5号
- 北海道道1182号共和北インター線
- 北海道道1178号泊共和線　当インターチェンジと直接接続はしておらず、道道1182号共和北インター線を介して国道5号及び道道1178号泊共和線に接続する。

## 隣
E5A 倶知安余市道路
共和IC（仮称）（事業中） - 共和北IC（仮称）（事業中） - 仁木南IC（仮称）（事業中）